# Kociołek (jezioro w woj. lubuskim)
Kociołek (niem. Kessel See) – niewielkie jezioro w województwie lubuskim, w powiecie świebodzińskim, w gminie Świebodzin, na Pojezierzu Łagowskim, położone na północ od jeziora Paklicko Wielkie.
Jezioro znajduje się na obszarze chronionego krajobrazu o nazwie Rynna Ołoboku i Paklicy. Głównym założeniem ochronnym tej strefy jest ochrona naturalnego korytarza ekologicznego wzdłuż wspomnianej rynny polodowcowej. Jezioro Kociołek jest objęte strefą ciszy.

## Hydronimia
Do 1945 roku jezioro było nazywane Kessel See. 17 września 1949 roku wprowadzono nazwę Kociołek. Obecnie państwowy rejestr nazw geograficznych jako nazwę jeziora w dalszym ciągu podaje Kociołek.

## Zagospodarowanie
Administratorem wód jeziora jest Regionalny Zarząd Gospodarki Wodnej w Poznaniu. Utworzył on obwód rybacki, który obejmuje między innymi wody jezior Paklicko Wielkie, Tymień, Czarne, Radno oraz Rudny Staw wraz z wodami rzeki Paklica (Obwód rybacki jeziora Paklicko Wielkie na rzece Paklica – Nr 2). Gospodarkę rybacką na jeziorze prowadzi Polski Związek Wędkarski Okręg w Zielonej Górze.